# Burnt Prairie
Burnt Prairie es una villa ubicada en el condado de White en el estado estadounidense de Illinois. En el Censo de 2010 tenía una población de 52 habitantes y una densidad poblacional de 257,4 personas por km².

## Geografía
Burnt Prairie se encuentra ubicada en las coordenadas 38°15′3″N 88°15′30″O / 38.25083, -88.25833. Según la Oficina del Censo de los Estados Unidos, Burnt Prairie tiene una superficie total de 0.2 km², de la cual 0.2 km² corresponden a tierra firme y (0%) 0 km² es agua.

## Demografía
Según el censo de 2010, había 52 personas residiendo en Burnt Prairie. La densidad de población era de 257,4 hab./km². De los 52 habitantes, Burnt Prairie estaba compuesto por el 92.31% blancos, el 0% eran afroamericanos, el 3.85% eran amerindios, el 0% eran asiáticos, el 0% eran isleños del Pacífico, el 0% eran de otras razas y el 3.85% pertenecían a dos o más razas. Del total de la población el 1.92% eran hispanos o latinos de cualquier raza.